# Fentolamină
Fentolamina este un medicament antihipertensiv, fiind utilizat în tratamentul hipertensiunii arteriale. Acționează ca antagonist reversibil și neselectiv al receptorilor alfa, fiind un alfa-blocant. Căile de administrare disponibile sunt intravenoasă și intramusculară (sub formă de mesilat).

## Utilizări medicale
Fentolamina este utilizată în tratamentul hipertensiunii arteriale (urgențele hipertensive, fiind de uz parenteral), în special a celei cauzate de feocromocitom.
Prin administrare intracavernoasă (injectare în penis), fentolamina induce creșterea circulației sanguine la nivel penian și formarea erecției. Astfel, a fost utilizată pentru tratamentul disfuncției erectile.